# Calkiní (stad)
Calkiní (Yucateeks Maya: Kalk’iin) is een stad in de Mexicaanse staat Campeche. Calkiní heeft 14.289 inwoners (census 2005) en is de hoofdplaats van de gemeente Calkiní.